# Kiszsidány
Kiszsidány è un comune dell'Ungheria di 118 abitanti (dati 2001). È situato nella contea di Vas.